# Campionati europei di duathlon del 2012
I Campionati europei di duathlon del 2012 si sono tenuti a Horst, un villaggio nei pressi di Limburgo, Paesi Bassi, in data 29 aprile 2012.
La gara maschile è stata vinta dal belga Joerie Vansteelant, mentre quella femminile dalla britannica Lucy Gossage.

## Risultati

### Élite uomini
| Pos. | Pos.                 | Paese       | Nuoto    | Bici     | Corsa    | Totale   |
| ---- | -------------------- | ----------- | -------- | -------- | -------- | -------- |
|      | Joerie Vansteelant   | Belgio      | 00:47:08 | 01:26:43 | 00:26:55 | 02:42:37 |
|      | Anthony Le Duey      | Francia     | 00:47:54 | 01:28:17 | 00:26:19 | 02:44:20 |
|      | Pieter Rijnders      | Belgio      | 00:47:07 | 01:29:40 | 00:26:16 | 02:45:07 |
| 4    | Wim De Cort          | Belgio      | 00:47:56 | 01:28:47 | 00:26:26 | 02:45:12 |
| 5    | Yannick Cadalen      | Francia     | 00:47:47 | 01:29:26 | 00:27:38 | 02:46:39 |
| 6    | Wim Nieuwkerk        | Paesi Bassi | 00:50:20 | 01:28:14 | 00:27:40 | 02:48:13 |
| 7    | Alessio Picco        | Italia      | 00:47:07 | 01:31:28 | 00:28:23 | 02:48:59 |
| 8    | Jochen Neyrinck      | Belgio      | 00:50:03 | 01:28:32 | 00:28:36 | 02:49:10 |
| 9    | David Vaughan        | Irlanda     | 00:49:59 | 01:30:28 | 00:26:58 | 02:49:37 |
| 10   | Dirk Wijnalda        | Paesi Bassi | 00:50:38 | 01:29:02 | 00:27:04 | 02:49:42 |
| 11   | Sebastian Retzlaff   | Germania    | 00:51:34 | 01:28:30 | 00:28:08 | 02:50:39 |
| 12   | Danilo Brustolon     | Italia      | 00:49:23 | 01:32:48 | 00:27:36 | 02:51:43 |
| 13   | Esben Kaczmarek      | Danimarca   | 00:51:31 | 01:31:26 | 00:27:32 | 02:52:38 |
| 14   | Mark Nolan           | Irlanda     | 00:51:32 | 01:31:30 | 00:27:34 | 02:52:41 |
| 15   | Peter Res            | Paesi Bassi | 00:51:32 | 01:30:22 | 00:28:46 | 02:52:52 |
| 15   | Laurent Martinou     | Francia     | 00:52:45 | 01:31:34 | 00:27:12 | 02:53:26 |
| 17   | David Duquesnoy      | Francia     | 00:47:56 | 01:36:05 | 00:27:20 | 02:53:42 |
| 18   | Thomas Bruins        | Paesi Bassi | 00:48:47 | 01:33:21 | 00:29:29 | 02:53:50 |
| 19   | Glen Laurens         | Belgio      | 00:48:13 | 01:36:51 | 00:26:56 | 02:54:10 |
| 20   | Kenneth Poulsen      | Danimarca   | 00:51:34 | 01:31:20 | 00:29:19 | 02:54:27 |
| 21   | Anton Reijerse       | Paesi Bassi | 00:51:58 | 01:34:16 | 00:30:12 | 02:58:40 |
| 22   | Raimond Van Der Boom | Paesi Bassi | 00:51:58 | 01:35:29 | 00:30:57 | 03:00:46 |
| 23   | Nikita Kuznetsov     | Russia      | 00:53:31 | 01:41:43 | 00:29:02 | 03:06:49 |
| 24   | Alex Lamberix        | Paesi Bassi | 00:56:19 | 01:36:20 | 00:32:10 | 03:07:47 |
| 25   | Cathal O'Donovan     | Irlanda     | 00:49:43 | 01:44:43 | 00:31:25 | 03:07:53 |
| 25   | Willem Stuyck        | Belgio      | 00:55:04 | 01:37:37 | 00:34:01 | 03:09:13 |
| 27   | Gennady Karpenko     | Russia      | 00:54:19 | 01:53:58 | 00:37:43 | 03:28:55 |

### Élite donne
| Pos. | Pos.                    | Paese       | Nuoto    | Bici     | Corsa    | Totale   |
| ---- | ----------------------- | ----------- | -------- | -------- | -------- | -------- |
|      | Lucy Gossage            | Regno Unito | 00:54:40 | 01:39:19 | 00:28:44 | 03:04:50 |
|      | Eva Nyström             | Svezia      | 00:55:36 | 01:37:07 | 00:30:49 | 03:05:52 |
|      | Susanne Svendsen        | Danimarca   | 00:55:01 | 01:39:31 | 00:29:36 | 03:06:12 |
| 4    | Maud Golsteyn           | Paesi Bassi | 00:55:16 | 01:39:29 | 00:30:23 | 03:07:16 |
| 5    | Kristina Lapinova       | Slovacchia  | 00:55:32 | 01:39:06 | 00:31:04 | 03:07:52 |
| 6    | Stefanie Bouma          | Paesi Bassi | 00:54:17 | 01:42:19 | 00:29:12 | 03:08:02 |
| 7    | May Kerstens            | Paesi Bassi | 00:55:46 | 01:40:07 | 00:31:06 | 03:09:20 |
| 8    | Tineke Van Den Berg     | Paesi Bassi | 00:57:23 | 01:38:54 | 00:31:01 | 03:09:52 |
| 9    | Katrin Esefeld          | Germania    | 00:57:04 | 01:44:32 | 00:33:40 | 03:17:42 |
| 10   | Lizette Van Der Vegt    | Paesi Bassi | 01:00:40 | 01:41:24 | 00:33:19 | 03:17:53 |
| 11   | Linda Schuecker         | Germania    | 01:00:14 | 01:42:02 | 00:33:47 | 03:18:34 |
| 12   | Evgenia Sukhoruchenkova | Russia      | 00:55:01 | 01:55:16 | 00:30:46 | 03:23:15 |
| 13   | Svetlana Liparova       | Slovacchia  | 00:59:46 | 01:50:10 | 00:31:53 | 03:24:19 |
| 14   | Ingrid Tempert          | Paesi Bassi | 01:05:02 | 01:46:38 | 00:36:13 | 03:30:39 |